# 俄巴底亞書
《俄巴底亞書》或譯《亞北底亞》（希伯來語：עֹבַדְיָה），是《希伯来圣经》中篇幅最短的一本，也是《圣经》全书第31本书，它也属于《旧约圣经》的《小先知书》。在它僅有的21節經文裏，它一方面宣布上帝的審判信息，預言祂將把一個國家毁滅，另一方面則預言上帝王國必贏得最後的勝利。經文開宗明義地説：“俄巴底亞所見的異象。”他生於何時何地，屬於哪個支派，他的生平事迹──這一切都不詳。顯然，重要的是信息本身而非預言者本人。這是很合理的，因為正如俄巴底亞本人説，這乃是「來自耶和華的信息」，表示耶和華對以掃的對付以及雅各為著耶和華國度的勝利。

## 背景

### 以东的地理位置
俄巴底亚书將注意集中於以東之上。以東位於死海以南，一直伸展到亞拉巴。以東地又名西珥山，一帶都是崇山峻嶺，深淵峽谷。從這個山巒起伏的地帶直至亞拉巴的東面，有些地方高達海拔1700米。提幔地區的人以智慧和勇敢見稱。由於以東的地勢得天獨厚，享有天然的防衛，當地的居民遂自覺安如泰山，不可一世。

### 以东人和以色列人
以東人是雅各（後來改名為以色列）的兄長以掃的後代，因此他們與以色列人有密切關係，甚至被視為“弟兄”。（申命记23:7）可是以東人的行徑卻絶沒有表現兄弟之情。在以色列人進入應許之地之前不久，摩西派使者謁見以東王，請求容許以色列人和平地經過他們的國境，但以東人不但峻拒以色列人的要求，更嚴陣以待，充滿敵意。（民数记20:14-21）大衛雖然把他們征服，後來他們卻在約沙法的日子與亞捫人和摩押人合謀攻擊猶大。他們也背叛約沙法的兒子約蘭王，從迦薩和泰爾手中接管以色列被擄的人，並在亞哈斯王的日子大舉進侵猶大而擄去更多人。
此種敵視態度在公元前586年達到頂點。當時巴比倫大軍一舉毁滅耶路撒冷，以東人不但幸災樂禍，甚至更煽動征服者把該城夷為平地。他們呼喊説：“拆毁！拆毁！直拆到根基！”（詩篇137:7）當敵人拈鬮分奪掠物時，以東人也分得一杯羹。當劫後餘生的猶太人試圖逃離國境時，以東人竟堵塞去路，截住猶太人而把他們交給仇敵。俄巴底亞書所載的不利判決很可能是基於以東人在耶路撒冷遭受毁滅時的暴行而發出的。預言者執筆寫成此書時，對以東的卑鄙惡行印象猶新。以東本身也在耶路撒冷被毁後五年受尼布甲尼撒所擄掠蹂躪，是故可能此書是在這件事發生之前完成的；最可能是在公元前586年。

## 真确性
俄巴底亞論及以東的預言全都絲毫不爽地獲得應驗。預言的高潮説：“以掃家必如秸；火必將他燒着吞滅。以掃家必無餘剩的。”（第18節）以東靠刀劍而活，亦被刀劍所滅，她剩餘的後代均無蹤跡可尋。因此，事實證明這本書的記載是真實可靠的。俄巴底亞擁有一切真先知的憑證：他奉耶和華的名發言，他的預言尊崇耶和華，而且預言最後均獲得歷史證實。他的名字十分貼切，意思是“耶和華的僕人”。

## 主要內容

### 對以東的判決
（覆盖《俄巴底亞書》第1节至第16节参）耶和華吩咐俄巴底亞把所接獲的異象宣揚出去。上帝招聚列國攻擊以東。上帝下令説：“起來吧，一同起來與以東爭戰！”接着他論及以東當時的地位。以東在列國中只是一個受人藐視的小國，但卻狂傲自大。她自覺高踞山穴之中，安如磐石，必無人能把她拉下來。但耶和華清楚指出，即使她高棲如鷹，甚至在星宿之間搭窩，他也必從那裏把她拉下來。她已惡貫滿盈。（俄巴底亚书第1節）
以東的下場十分悲惨。如果有盜賊來到以東行劫，他們會只拿走所要的東西便算了。甚至摘葡萄的人也會剩下一些殘餘的果實。但以掃子孫的景況卻會壞得多。他們的財寶會被劫掠一空。以東的盟友會倒戈相向。她的密友會設陷阱害她，她卻懵然不知。在她遭難的時候，她的智士和勇士都會無能為力。
但何以懲罰會如此嚴厲呢？因為以東的後人惡待雅各的後代──他們的弟兄！耶路撒冷陷落時，他們幸災樂禍，甚至與侵略者分享掠物。俄巴底亞發出强烈的譴責，有如親睹惡行的證人一般。他告訴以東：你不當在弟兄遭難時沾沾自喜。你不該攔截逃脱的人，將他們交給敵人。耶和華報仇的日子已十分臨近，你必須承擔罪責。你怎樣待人，上帝也必怎樣待你。

### 復興雅各家
（覆盖《俄巴底亞書》第17节至第21节参）雅各家的情況卻大為不同，它必復興過來。人必返回錫安山。他們必吞滅以掃家，如同烈火燒毁禾秸一般。他們必得南地的高原連同以掃山區一帶地方；在北邊他們必得以法蓮地、撒馬利亞，一直到撒勒法的地域；東面他們必得基列地。狂傲的以東必歸於無有，雅各必得以復興；這樣，“國度就歸耶和華了。”（俄巴底亚书第21節）

## 基督教新教觀點
為了證實這個向以東發出的判決信息必然會應驗，耶和華使祂的其他預言者也作出類似的宣布。較傑出的包括記錄在約珥書、阿摩司書、以賽亞書、耶利米書、以西結書的預言。較早期的宣布顯然提及以東在以往的敵視行徑；稍後的預言，例如俄巴底亞所説的，則看來指控以東在巴比倫人掠奪耶路撒冷時無可饒恕的行為。若考查一下聖經所預言的災禍如何臨到以東，這無疑可以使我們對耶和華預知未來的能力懷有更大的信心。這也可以使我們更加堅信耶和華是言出必行的上帝。
俄巴底亞預言“與以東結盟的”，跟她“和好的”，必定會勝過以東。（俄巴底亚书7）巴比倫與以東之間的和平並沒有持續下去。公元前第六世紀，巴比倫大軍在拿波尼度王率領下征服以東。雖然如此，充滿自信的以東在拿波尼度入侵一個世紀後仍然希望東山再起；瑪拉基書1：4報導這件事説：“以東人説：‘我們現在雖被毁壞，卻要重建荒廢之處。’萬軍之耶和華如此説：‘任他們建造，我必拆毁。’”儘管以東力求復興，到公元前第四世紀，納巴泰人卻霸佔了以東。既被趕出自己的土地，以東人只好定居於猶太的南部，並把這地稱為以土買。以東人從未成功地奪回西珥地。
據約瑟夫斯所記，在公元前二世紀，猶太王海爾卡努斯一世征服了餘下的以東人，並且强迫他們接受割禮。於是以東人遂在猶太省長治下逐漸被同化。羅馬大軍於公元70年摧毁耶路撒冷之後，以東人的名字便從歷史上消失了。這正好應驗了俄巴底亞的預言：“你也必永遠斷絕。⋯⋯以掃家必無餘剩的。”（俄巴底亚书10-18）
與以東的荒涼剛相反，公元前537年猶太人在省長所羅巴伯率領下返回故土，重建耶路撒冷的聖殿而定居在這地上。
由此可見，驕傲狂妄必導致災禍！所有妄自尊大，對上帝僕人的困苦幸災樂禍的人都當從以東的下場受到警告。他們當像俄巴底亞一樣承認「王權必歸耶和華」。人若敵擋耶和華及他的百姓，就必被永遠剪除。可是，耶和華榮耀的王國和永久的王權卻會永遠獲得洗雪！（俄巴底亚书第21節）

### 閱讀聖經
- 俄巴底亞書（页面存档备份，存于）（繁體中文）
- 俄巴底亚书（页面存档备份，存于）（简体中文）